# Шахти Танди
Шахти Танди (в езотеричній літературі також «Нори смерті Валумбе») — старовинні шахти в Уганді, на пагорбі Танда. Вони є отворами в землі глибиною від 3 до 9 м. На пагорбі налічується понад 50 шахт (за деякими джерелами — 240). Всього поблизу в 1920—1950 роки було виявлено 9 груп таких шахт. Уже в колоніальний час припускали, що це покинуті шахти для здобичі каоліну; відомо, що каолін видобували принаймні в одній з груп. Також існує припущення, що шахти використовувалися для зберігання продуктів (неглибокі шахти на території Уньоро призначалися для цієї цілі ще на початку XX століття).
У цьому регіоні, по зауваженню автора путівника по Уганді А. Робертса, жодна з пам'яток нітрохи не цікава; як приклад цього Робертс наводить шахти Танди і іронічно відмічає, що після відвідування шахт настають роздуми про те, чи виправдані були фінансові витрати (вхід на територію коштує близько 5 доларів США).

## Легенди
Назва пагорба походить від лугандського lutanda, що означає «тріщина» і відбиває місцеві вірування про те, що тріщини в землі ведуть в потойбічний світ. На гребені пагорба над шахтами стоїть головний храм Валумбе; його головний жрець, Накабаале, належить до клану Колобуса (тотемом якого є мавпа колобус). Цей спадковий титул є предметом гордощів клану; легенди вказують на здатність Накабаале спілкуватися з потойбічними силами.
Місцеві легенди пояснюють появу цих нір битвою сина бога Гулу Кайкузі з Валумбе. Згідно з легендою Валумбе став вбивати дітей перших людей Кінту і Намби, що не сподобалося богові неба Гулу і він послав Кайкузі, щоб приборкати і упіймати Валумбе. Але Валумбе пірнув під землю. Кайкузі став рити отвори, щоб знайти Валумбе і знищити. Але не зміг цього зробити.

## Езотерика
За місцевими віруваннями, у шахтах до цих пір мешкає дух Валумбе, і вони тому асоціюються з невдачею і смертю.

## Ресурси Інтернету
- E. C. LANNING, CYLINDRICAL PITS IN UGANDA, Azania: Archaeological Research in Africa, vol.14, issue 1, 1979, pp.143-147, DOI:10.1080/00672707909511268.
- Котляр Е. С. Мифология Ганда [Архівовано 18 вересня 2013 у Wayback Machine.], Мифы народов мира, Энциклопедия: в 2-х т. / Гл. ред. С. А. Токарев. — М.: «Сов. Энциклопедия», 1991.
- Tanda Pits: Holding the legend of death in Buganda [Архівовано 14 липня 2014 у Wayback Machine.], «Daily Monitor», 13.12.2013.